# ポイ (ジャグリング)

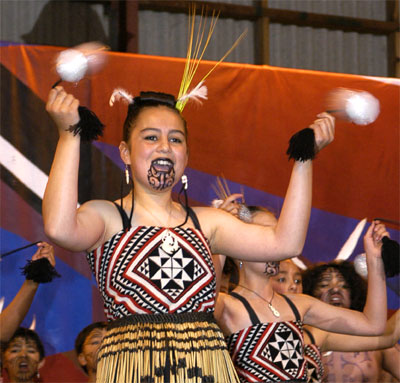
ポイを用いるマオリ族の女性。

ポイは、ジャグリングの道具のひとつ。紐の片側の先に玉がついていて両手にひとつずつ持って回す。 
もとはニュージーランドの先住民、マオリ族の儀式に使用されていたものである。それがいつしかパーティ・シーンに登場し徐々に広まっていった。元々オーストラリアのバイロンベイでさかんに行われていた。そしてワーキングホリデー・ビザなどを用いてオーストラリアを長期旅行する若者により日本に輸入されたものだと思われる。国内では2000年あたりからレイブ・パーティなどの野外イベントを中心に支持を得て、2016年現在はテレビ番組やコマーシャル、音楽アーティストの演出に取り入れられて一般への認知度が上がってきている。

## ポイの各部品の名称

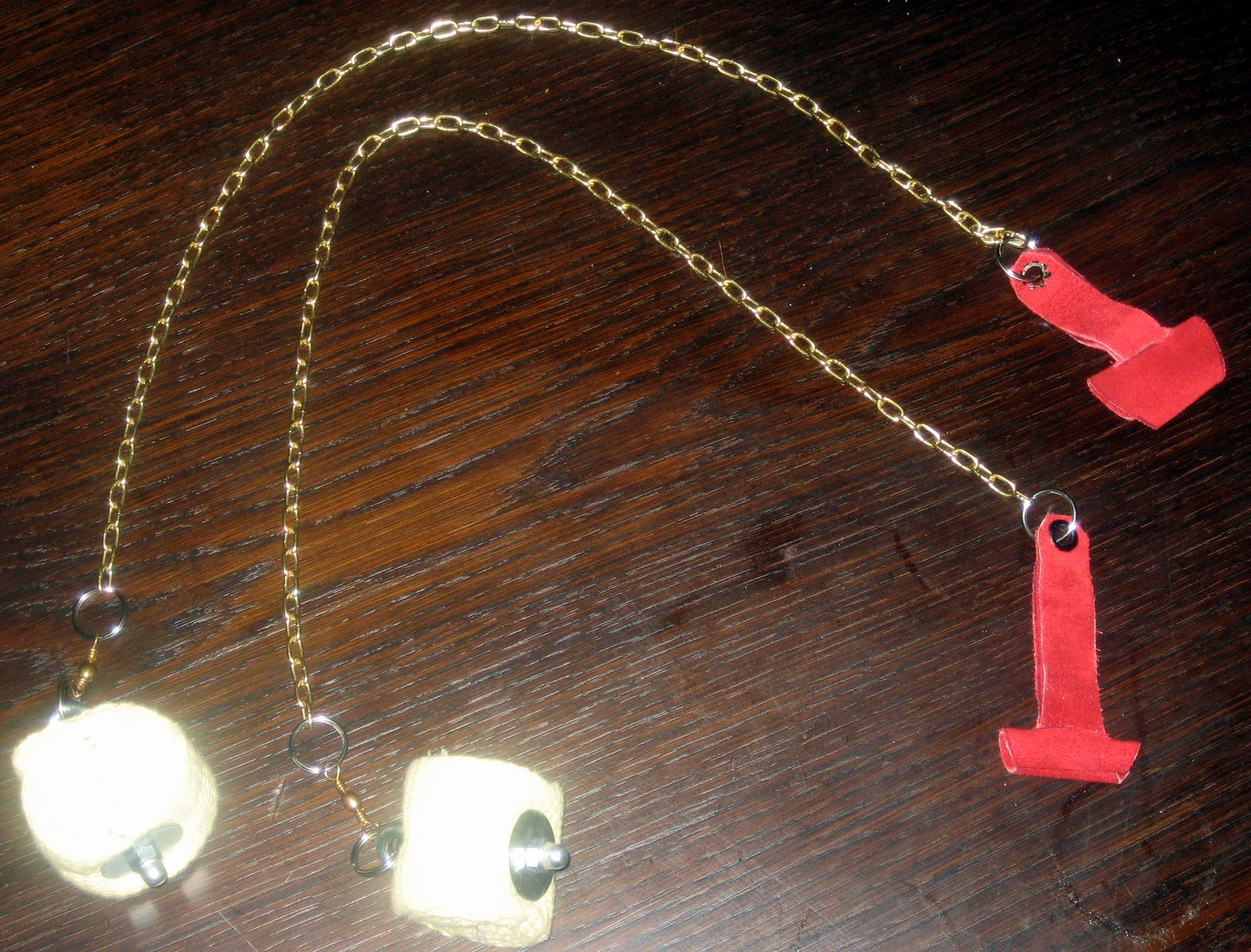
ファイアーポイ

ハンドル
ポイを回すときに握る部分。指を入れる所が2つあるダブルループと呼ばれるものが一般的である。
紐またはチェーン
ハンドルとヘッドをつなぐ紐の部分またはチェーン
ヘッド
ポイの先のボールの部分

## ポイの種類
ポイの種類は大きく分けて4つある。1つ目はテールポイと呼ばれるもの。ナイロン製の約１メートルの細長い布がヘッドに付いている。カラフルで見栄えするものが多い。特に昼間などの明るいところで使用される。手軽にポイをすることができるので初級者から上級者の間で広く使われている。2つ目は靴下ポイ、またはソックスポイと呼ばれるもの。靴下のように伸縮する布の中にテニスボールを入れたもので回した時の感覚が特有。ヨーロッパで人気がある。3つ目は一般的にルミカポイと呼ばれるもの。ヘッドの部分にテニスボールの代わりにサイリウムやLEDでできた光るものを取り付けたもの。夜やクラブなど比較的暗いところで使用される。テールポイよりも視覚的に美しくパーティで好まれる。4つ目はファイアーポイと呼ばれるもの。ヘッドの部分にケプラー（不燃布）を巻きつけ灯油を染み込ませ火をつけて回す。ポイに対して興味を持つようになったきっかけがファイアーポイを見てという人は多い。

## ギャラリー

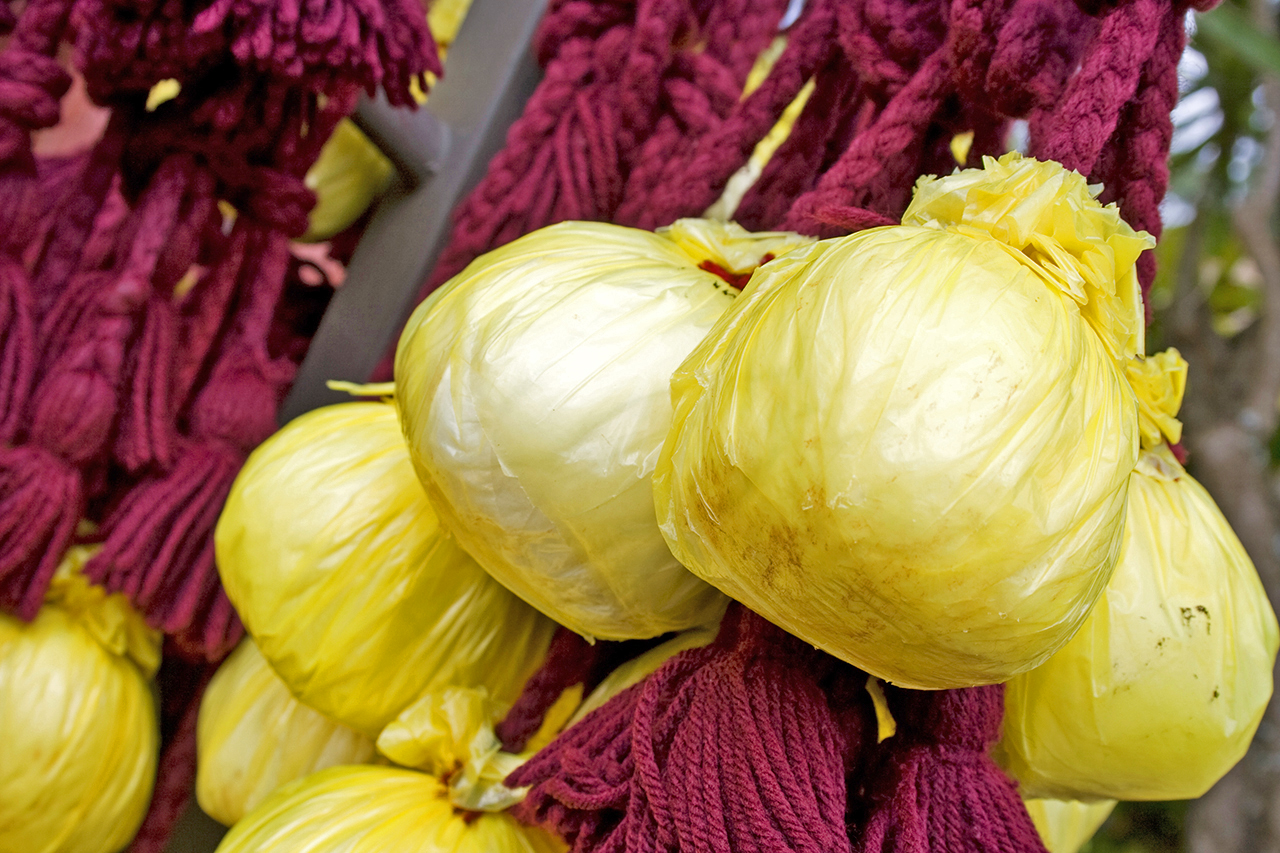
伝統的なポイ
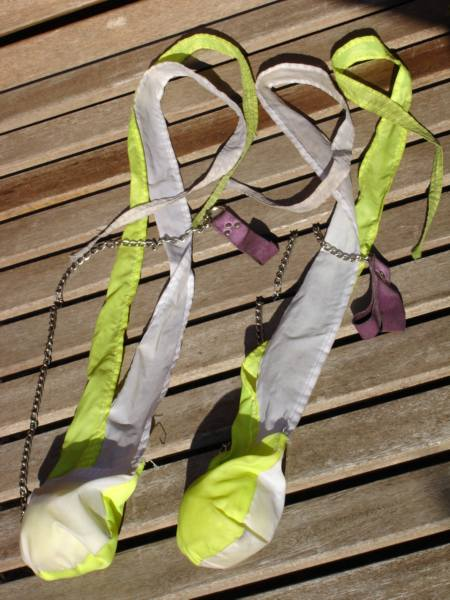
現代的なテールポイ
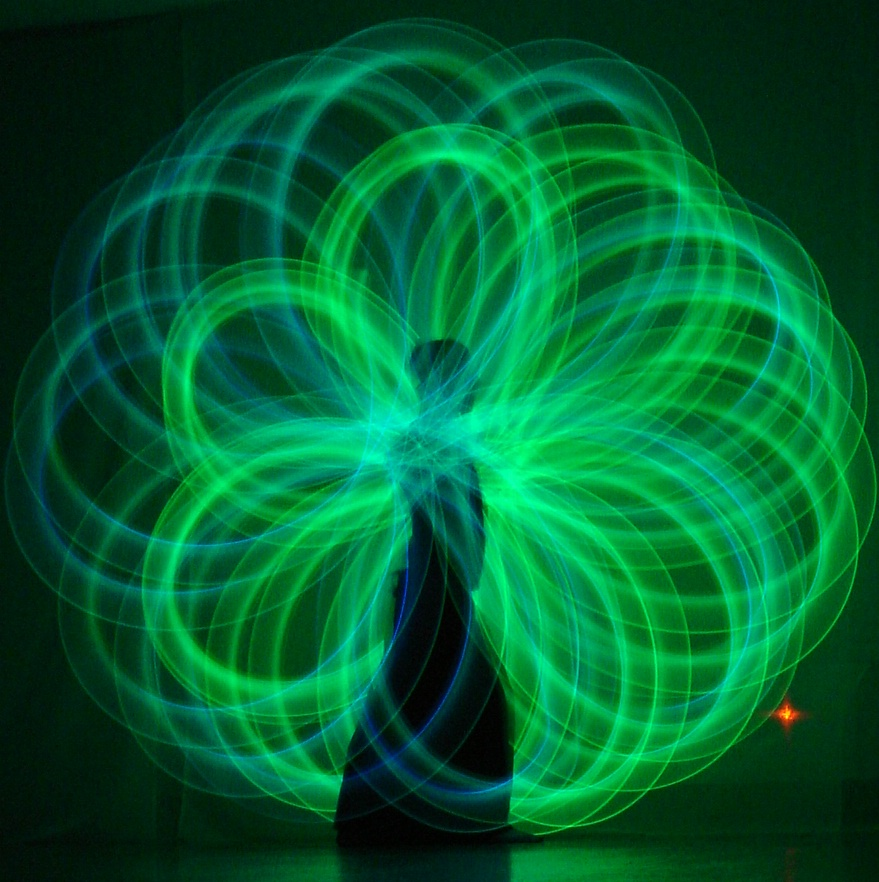
ポイの回転軌道
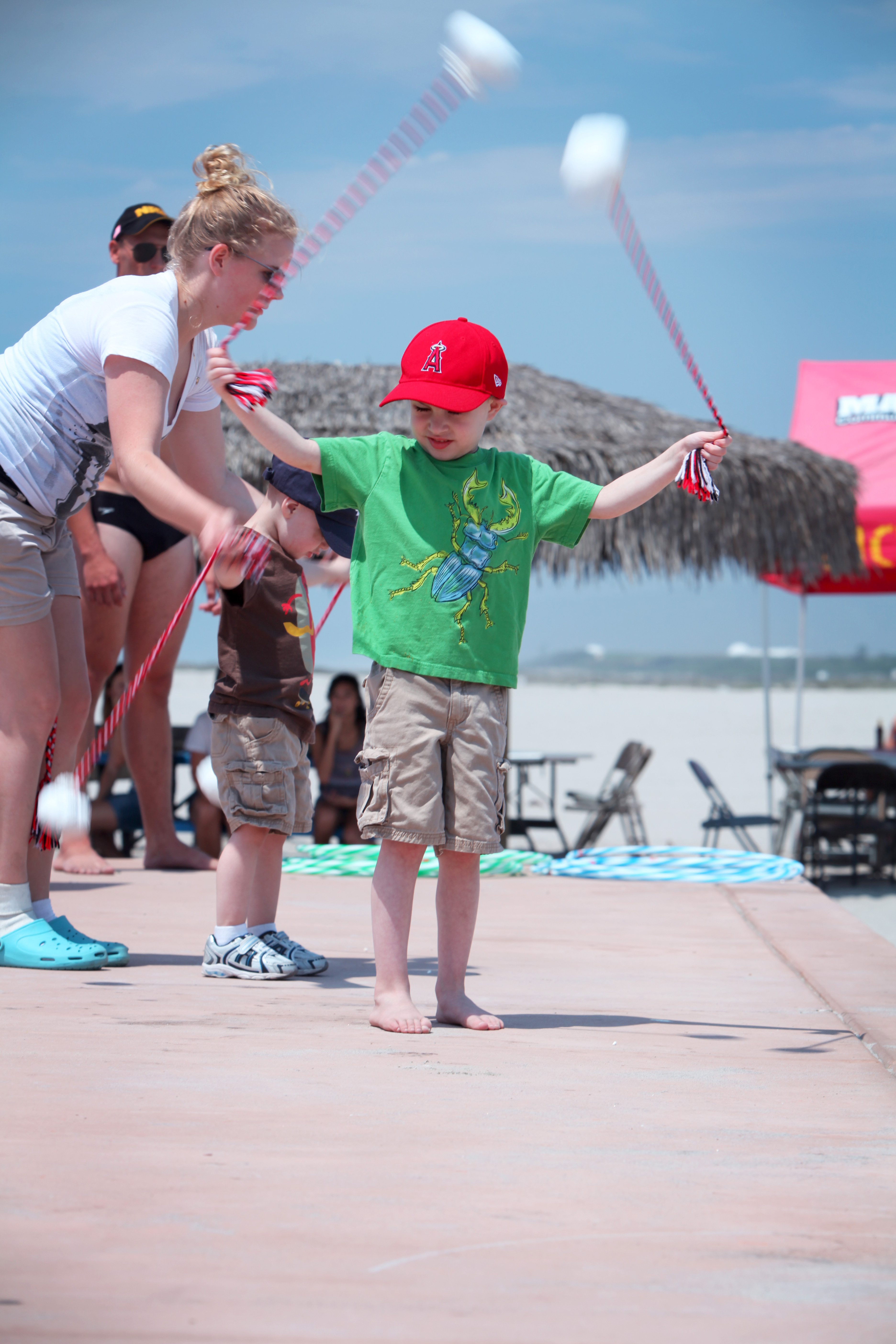
ポイを使う子供